# سهره سرسرخ
سِهرهٔ سرسرخ یا سِهرهٔ بهشتی نام گونه‌ای متداول از سهره‌ها در آفریقا است. وسعت پراکندگی این گونه ۱٬۶۰۰٬۰۰۰ کیلومتر مربع تخمین زده شده است.
این گونه را می‌توان در کشورهای آنگولا، بوتسوانا، لسوتو، نامیبیا، آفریقای جنوبی و زیمبابوه یافت.

## نام‌های رایج
سهرهٔ سرسرخ با نام‌های سهرهٔ بهشتی و سرسرخ بافنده نیز شناخته می‌شود.

## رنگ
همانند بسیاری دیگر از جانوران، جنس نر سهرهٔ سرسرخ دارای رنگ‌بندی سینه و سر زیبا برای جفت‌یابی و جفت‌گیری هستند. در جنس ماده چنین رنگ‌آمیزیی وجود ندارد.